# 八代市立郡築小学校
八代市立郡築小学校（やつしろしりつ ぐんちくしょうがっこう）は、熊本県八代市郡築六番町にある公立小学校。平成24年度、平成25年度文部科学省研究指定校。